# Jernej Kolenko
Jernej Kolenko (ur. 20 listopada 1982 w Lublanie) – słoweński żużlowiec.

## Życiorys
Otrzymał nominację na start w Grand Prix Słowenii w 2006 jako rezerwa toru, jednak nie miał okazji do startu w zawodach.
W dniu 13 kwietnia 2008 roku na torze w Prelogu, w łączonych mistrzostwach Austrii-Chorwacji-Słowenii, w trzeciej serii startów upadł na tor uderzając głową w bandę. Zawodnik przez kilka dni znajdował się w sztucznej śpiączce. W sierpniu 2008 roku podjął decyzję o zakończeniu sportowej kariery.
W Polsce jeździł w barwach LKŻ Lublin (1999) oraz od 2006 w Kolejarzu Rawicz. Przed sezonem 2008 związał się z drużyną Kolejarza Rawicz do 2013 roku.

## Przynależność klubowa
Polska
- LKŻ Lublin (1999)
- Kolejarz Rawicz (2006–2008)

## Starty w Grand Prix
| Klasyfikacja końcowa: | Klasyfikacja końcowa: |      | -    | numer stały (18) | numer stały (18) |
| Lp.                   | Grand Prix            | Msc. | Pkt. | Biegi            | Nr start         |
| 1 /10                 | GP Słowenii           | 18   | -    | ns               | 18               |

|  | stały uczestnik cyklu                                           |
|  | dzika karta, rezerwa toru lub rezerwowy                         |
|  | zawodnik niesklasyfikowany (rezerwa toru bez startu w zawodach) |

## Osiągnięcia
- Indywidualne Mistrzostwa Świata Juniorów (U-21)
  - 2002 –  Slany – 13. miejsce – 4 punkty

- Drużynowy Puchar Świata
  - 2001 – 12. miejsce – 4 punkty (1,0,1,0,2,u)
  - 2002 – 11. miejsce – 6 punktów (0,1,2,1,2,w)
  - 2003 – 9. miejsce – 5 punktów (0,1,1,1,1,1)
  - 2004 – 9. miejsce – 10 punktów (3,2,2,0,2,1)
  - 2005 – 10. miejsce – 6 punktów (2,2,2)
  - 2006 – 9. miejsce – 10 punktów (2,3,1,1,3)
  - 2007 – 13-14. miejsce – 2 punkty (1,0,0,0,1)